# Камаєво (Урманаєвська сільська рада)
Кама́єво (рос. Камаево, башк. Камай) — село (у минулому присілок) у складі Бакалинського району Башкортостану, Росія. Входить до складу Урманаєвської сільської ради.
Населення — 136 осіб (2010; 152 у 2002).
Національний склад:
- татари — 84 %